# 見付村
見付村（みつけむら）は石川県珠洲郡にあった村。現在の珠洲市宝立町春日野・宝立町鵜飼・宝立町金峰寺にあたる。

## 地理
- 海洋 ： 飯田湾
- 河川 ： 鵜島川

## 歴史
- 1889年（明治22年）4月1日 - 町村制の施行により、珠洲郡春日野村、鵜飼村及び金峯寺村を廃し、その区域をもって珠洲郡見付村を設置する。
- 1908年（明治41年）8月15日 - 珠洲郡鵜島村、黒峰村及び見付村を廃し、その区域をもって珠洲郡宝立村を設置する。

## 交通

### 鉄道路線
後に旧村域に日本国有鉄道能登線の鵜飼駅が所在したが、当時は未開業。